# Ramokgonami
Ramokgonami is een dorp in het district Central in Botswana. De plaats telt 4486 inwoners (2011).